# Ana Đokić
Ana Đokić (szerbül: Ана Ђокић; Aranđelovac, Jugoszlávia, 1979. február 9. –) világbajnoki bronzérmes szerb születésű szerb válogatott majd olimpiai ezüstérmes, Európa-bajnok montenegrói válogatott kézilabdázó, beálló. Utolsó profi klubja a macedón Vardar Szkopje volt, mielőtt visszavonult volna.

## Pályafutása
1992-ben, 13 évesen, a Knjaz Miloš csapatában kezdett el kézilabdázni, nevelőedzője Risto Buha volt. A šabaci Medicinarban eltöltött idénye után, 1998-ban, a kruševaci Napredakhoz szerződik, ahol a legendás Lilja Knežević mellett kiváló játékossá fejlődik és jugoszláv válogatott lesz. A 90-es évekbeli jugoszláv háborúk ellenére nemzetközi kupát, City kupát, nyer a Napredakkal az 1998/1999-es idényben. 1999-ben egy másik trófeát is elhódít csapatával, méghozzá a jugoszláv kupát. Ez idő tájt a nemzetközi kupaküzdelmekben folyamatosan jelen van a kruševáci csapat, köszönhetően annak, hogy ezüstérmeket szerez a jugoszláv bajnokságban a szinte verhetetlen ŽRK Budućnost Podgorica csapata mögött. 
3 ezüstérmet nyer a Napredakkal, mielőtt a 2002/2003-as idényben Magyarországra szerződne. 2002 és 2008 között Győrben szerepelt a Graboplast-ETO, későbbi nevén Audi ETO csapatában, ahol játékával és személyiségével hamar elnyerte a nézők szeretetét is. Szerződése lejártával a horvát Podravka Koprivnica (Kapronca) csapatához igazolt. 
A horvát csapattal kiemelkedő eredményeket ért el, horvát bajnok és kupagyőztes, valamint Regionális Liga-aranyérmes lett.
A BL-ben is hosszú idő után sikerült továbbjutnia a csapatnak a csoportkörből, az akkori lebonyolítás szerint, a főcsoportkörbe. A siker egyik letéteményese Ana Đokić volt, aki 48 BL-gólt szerzett abban az idényben a horvát csapat színeiben.
Miután begyűrűzött a kézilabdába is a gazdasági világválság, a horvát bajnokcsapat anyagi okokból kénytelen volt több játékosától is megválni, így Ana ezt követően (2009-es esztendő) a montenegrói Budućnost csapatához szerződött.
Új csapatával KEK- és BL-győztes, valamint 3 alkalommal montenegrói bajnok, háromszor montenegrói kupagyőztes és szintén háromszor Regionális Liga-aranyérmes lett.
2010 ősze óta a montenegrói válogatottban játszik. Ana, elmondása szerint, 3 évig nem kapott meghívást a szerb női kézilabda-válogatottba, ezért végül lemondott arról, s elfogadta a montenegróiak felkérését. E döntése később „helyesnek” bizonyult, hiszen a 2012-es londoni olimpián, a montenegrói válogatott színeiben, ezüstérmet szerzett. A 2012-es, sikerekben gazdag, első félévet követően Ana úgy döntött, hogy új kihívásokra van szüksége, s ezért az orosz Rosztov-Don csapatához szerződött egy idényre. Az év végén újabb nagy sikert ért el, csapatával, a montenegrói válogatottal megnyerte az Európa-bajnokságot, majd 2013 nyarán rövid időre úgy tűnt, befejezi pályafutását, azonban végül mégis aláírt még egy évre a macedón Vardar Skopje csapatához.
A Balkan-Handball.com délszláv kézilabda-szakportál 2007-ben Szerbia, 2008-ban pedig a délszláv régió legjobb játékosának választotta meg Ana Đokićot.
Beceneve Siki, mezszáma Szkopjéban, mint, ahogy korábban Rosztovban, Podgoricában és Győrben is, az ötös lett.

## Edzői
- Risto Buha
- Đorđe Rašić
- Róth Kálmán
- Konkoly Csaba
- Zsiga Gyula
- Dragan Adžić

## Eredményei játékosként

### Montenegró
- Olimpiai ezüstérmes:  2012
- Európa-bajnoki aranyérmes: 2012

### Napredak Kruševac
- - 3 jugoszláv bajnoki ezüstérem
  - 1 jugoszláv kupa arany: 1998-1999
  - 1 City kupa-aranyérem: 1998-1999

### Győri ETO
- - 3 magyar bajnoki aranyérem: 2004-2005; 2005-2006; 2007-2008
  - 2 magyar bajnoki ezüstérem: 2003-2004; 2006-2007
  - 1 magyar bajnoki bronzérem: 2002-2003
  - 4 magyar kupa arany: 2004-2005; 2005-2006, 2006-2007; 2007-2008
  - 1 magyar kupa ezüst: 2003-2004
  - 2 EHF-kupa-ezüst: 2003-2004; 2004-2005
  - 1 KEK-ezüst: 2005-2006

### Podravka Koprivnica
- - 1 horvát bajnoki aranyérem: 2008-2009
  - 1 horvát kupa arany: 2008-2009
  - 1 Regionális Liga-aranyérem: 2008-2009

### Budućnost Podgorica
- - 3 montenegrói bajnoki aranyérem: 2009-2010, 2010-2011, 2011-2012
  - 3 montenegrói kupa arany: 2009-2010, 2010-2011, 2011-2012
  - 3 Regionális Liga-aranyérem: 2009-2010, 2010-2011, 2011-2012
  - 1 KEK-aranyérem: 2009-2010
  - 1 EHF Bajnokok Ligája-aranyérem: 2011-2012